# Chorvatská pobřežní stráž
Chorvatská pobřežní stráž (chorvatsky Obalna straža Republike Hrvatske) je vojenská organizace s policejními pravomocemi operující v prostoru moře, organizovaná v systému Chorvatského válečného námořnictva. Založena je na základě Zákona o pobřežní stráži Chorvatské republiky z roku 2007 pro zajištění dozoru a výkonu práv a zájmů Chorvatské republiky na moři v souladu s mezinárodním právem a chorvatskými předpisy. Základními úkoly a úkoly pobřežní stráže jsou ochrana suverénních práv a realizace jurisdikce Chorvatské republiky v chráněné ekologické a rybářské zóně, kontinentálním šelfu a na volném moři. Pobřežní stráž poskytuje ve výjimečných případech podporu správě přístavu při prosazování zákonů a jiných předpisů v rámci své jurisdikce v pobřežních vodách Chorvatské republiky a námořní policii při sledování státní hranice na moři.

Označení plavidel chorvatské pobřežní stráže

Zákon o chorvatské pobřežní stráži uděluje chorvatské pobřežní stráži následující pravomoci:
- ochrana suverenity, suverénních práv a jurisdikce Chorvatské republiky na moři;
- boj proti terorismu, organizovanému mezinárodnímu zločinu a šíření zbraní hromadného ničení a jejich předcházení;
- potlačení pirátství a jiných forem využívání volného moře k nemírovým účelům;
- bezpečnost navigace;
- pátrání a záchrana;
- ochrana mořského prostředí, přírody a kulturního dědictví;
- dozor nad mořským rybolovem.

## Složení

### Hlídkové lodě

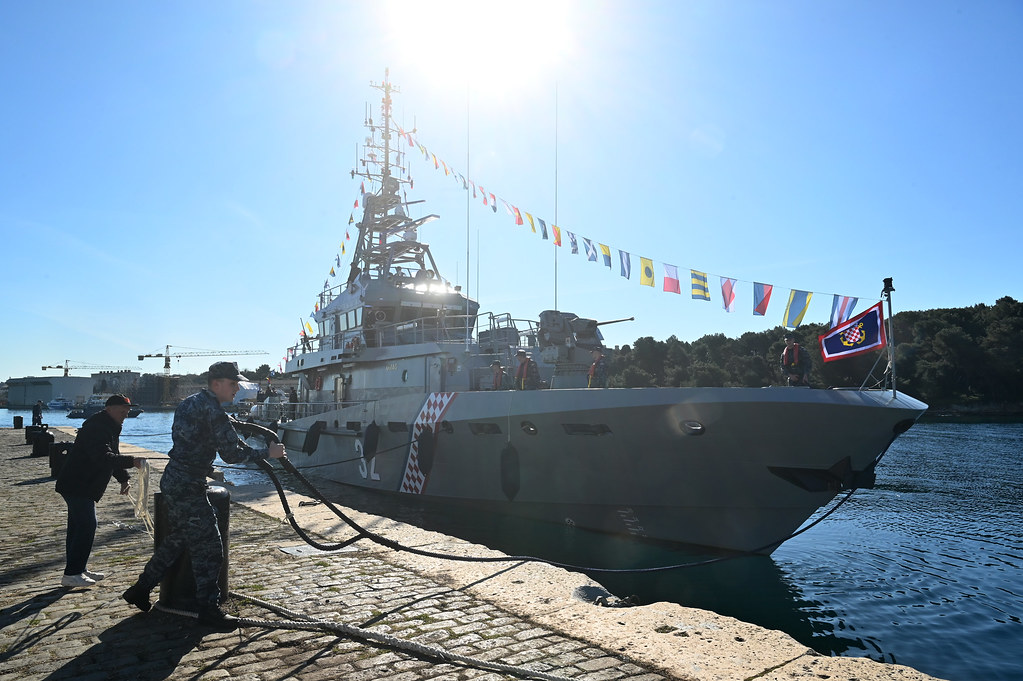
Umag (OOB-32)

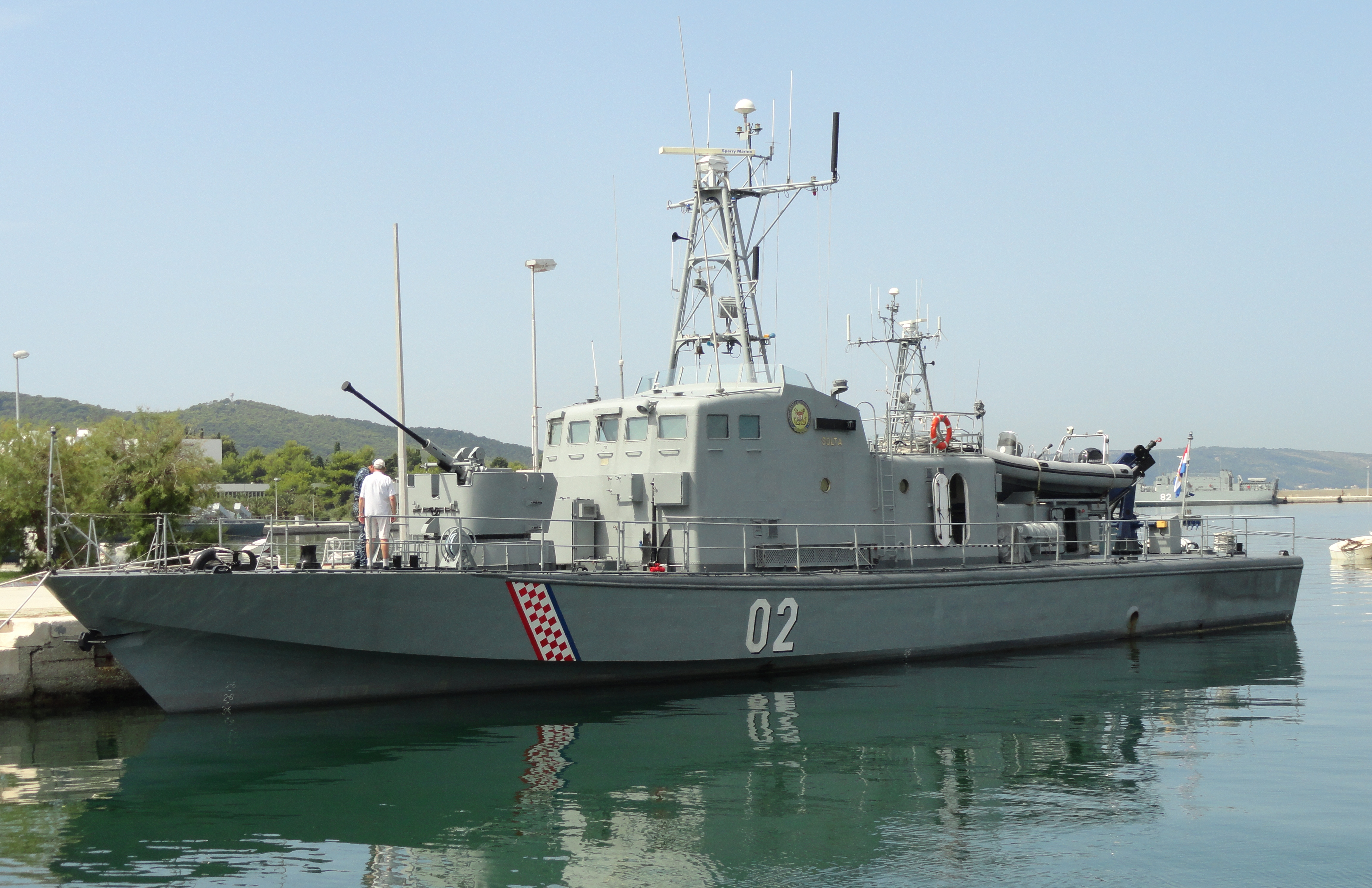
Šolta (OB-02)

- Třída Omiš (2 ks)
- Třída Mirna (4 ks)

### Pomocné lodě

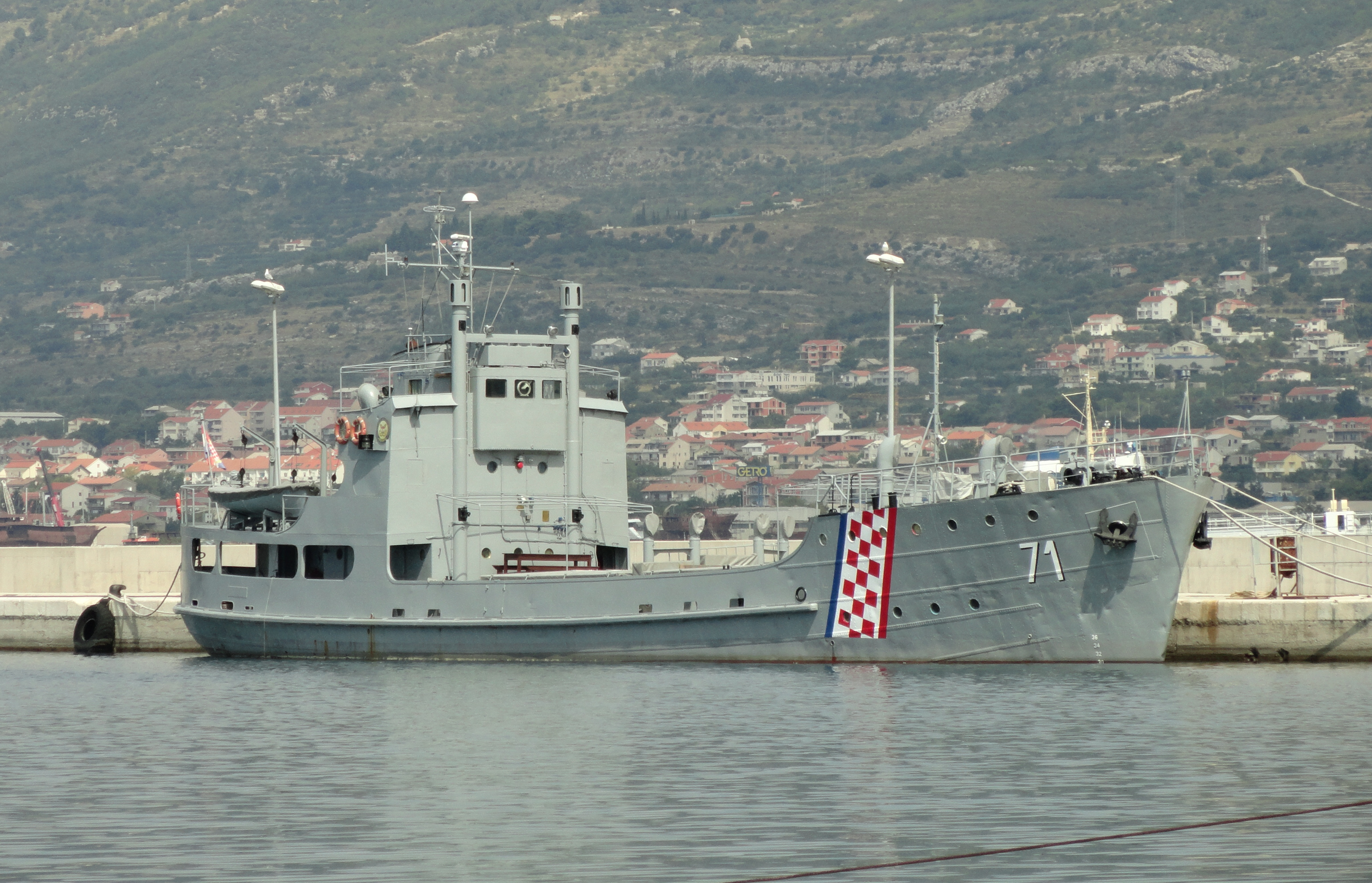
PT-71

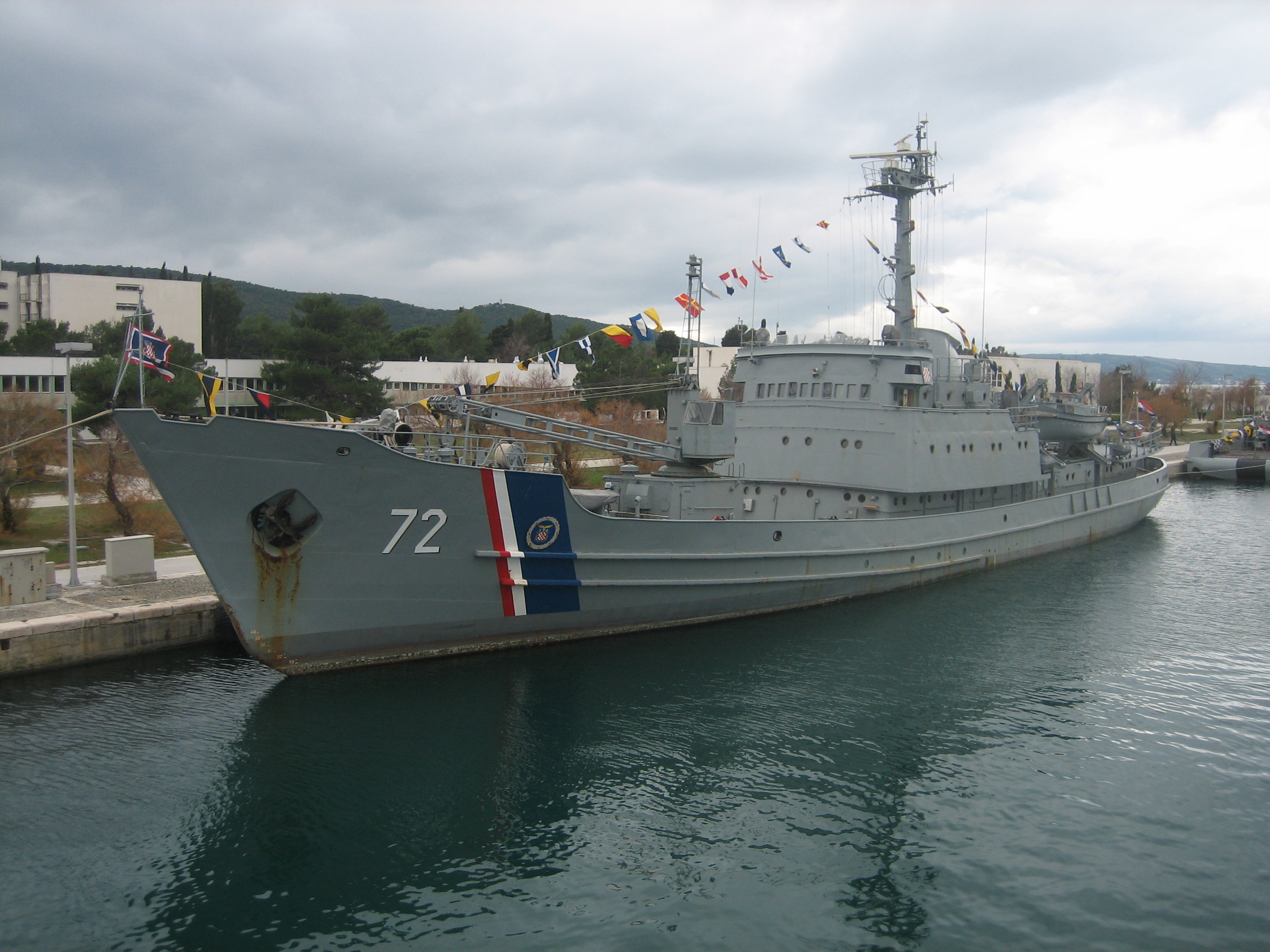
Andrija Mohorovičić (BS-72)

- Faust Vrančić (BS-73) – záchranná a hasičská loď

- PT-71 – transportní loď

- Andrija Mohorovičić (BS-72) – cvičná loď

## Plánované akvizice
- Třída Omiš (3 ks)